# Трубіцин Віктор Михайлович
Віктор Михайлович Трубіцин (нар. 28 лютого 1948, село Берестяне, тепер Ківерцівського району Волинської області) — український радянський діяч, бригадир прохідників шахти. Депутат Верховної Ради УРСР 11-го скликання.

## Біографія
Освіта середня.
З 1964 року — вибірник породи технічного комплексу шахти № 5 «Великомостівська» Львівської області. Служив у Радянській армії.
У 1969—1980 роках — шляховик, машиніст бурової машини, прохідник, машиніст гірничих виймальних машин шахти № 5 «Великомостівська» Львівської області.
З 1980 року — бригадир прохідників шахти № 5 «Великомостівська» виробничого об'єднання «Укрзахідвугілля» Львівської області.
Член КПРС з 1982 року.
Потім — на пенсії в місті Червонограді Львівської області.

## Нагороди
- ордени
- медалі
- лауреат Державної премії Української РСР